# Pseudomeliola brasiliensis
Pseudomeliola brasiliensis är en svampart som beskrevs av Speg. 1889. Pseudomeliola brasiliensis ingår i släktet Pseudomeliola och familjen Parodiellaceae.   Inga underarter finns listade i Catalogue of Life.